# حب في بغداد (فلم)
حب في بغداد (بالإنجليزية: Love in Baghdad) هو فيلم كوميدي عراقي أُنتج في عام 1987.

## قصة الفيلم
يقع حادث سير للنجار (قاسم) في أثناء اتجاهه إلى إحدى ضواحي بغداد، يفقد على إثره الذاكرة , تعثر عليه أسرة ريفية وتمنحه اسم (حمادي) الريفي، ويعيش في سعادة وينسى حياته الأولى، وفي إحدى رحلاته للمدينة يقع له حادث آخر يستعيد على إثره ذاكرته، فيحاول لقاء أسرته الأولى في الوقت الذي تطارده أسرته الريفية الثانية لتستعيده مرة أخرى، فتقع العديد من الأحداث الكوميدية، والمفارقات الطريفة.

## طاقم العمل
1. قاسم الملاك
2. سناء عبد الرحمن
3. عبد الجبار كاظم
4. إقبال نعيم
5. فاطمة الربيعي
6. راسم الجميلي
7. جواد الشكرجي
8. سهام السبتي
9. حاتم سلمان
10. عزيز كريم
11. محمود أبو العباس
12. فاضل جاسم
13. نهلة داخل
14. مديحة وجدي
15. ساجدة الركابي
16. عبد علي اللامي
17. صادق الاطرقجي
18. فاضل جاسم
19. محمود نعوش
20. عدنان شلاش
21. كاظم فارس
22. مناف طالب
23. قحطان فرحان
24. هاشم عبيد
25. محمود حسين
26. انوار عبد الأمير
27. حقي إسماعيل
28. سعد لطيف
29. محمد جودي
30. أيوب عيسى
31. إبراهيم وتوت
32. عبد القادر العبيدي
33. حازم عبد الجليل
34. إسماعيل حسن.

- منتج منفذ: رمضان كاطع
- مدير إنتاج: محمد رضا
- الموسيقى التصويرية: عبد الأمير الصراف
- هندسة الصوت: ايمان قاسم
- مونتاج: عبد الهادي الراوي - فؤاد البير
- مدير التصوير: حاتم حسين
- تصوير: وليم دانيال

## روابط خارجية
مقالات تستعمل روابط فنية بلا صلة مع ويكي بيانات